# Jacques François Roger
Pour les personnes ayant le même patronyme, voir Roger.
Le baron Jacques François Roger, parfois simplement appelé le baron Roger, est un avocat, haut fonctionnaire et personnalité politique français, né le 26 janvier 1787 à Longjumeau et mort le 20 mai 1849 à Paris.
D'abord avocat près la Cour de cassation, il obtient le poste de Gouverneur du Sénégal où il se distingue par ses expériences agronomiques. De retour en France, il se consacre à l'écriture et à sa carrière politique, devenant notamment député et conseiller général du Loiret.

## Milieu familial et formation
Jacques François Roger est le fils de Jacques Roger, procureur fiscal du bailliage de Longjumeau. Son parrain est huissier à cheval au Châtelet de Paris et sa marraine est l'épouse d'un notaire. Il baigne donc dès son plus jeune âge dans l'univers des praticiens du droit.
Il effectue une scolarité brillante à l'institution Savouré à Paris, puis des études de droit alors que l'empereur Napoléon vient de réorganiser la faculté. Il devient en 1813 avocat près la Cour de cassation. Par ailleurs, il est rapidement initié à la franc-maçonnerie au sein de laquelle il pratique le rite écossais philosophique. Ses opinions politiques s'apparentent à celle de la bourgeoisie libérale comme le montre une plaquette qu'il fait paraître en 1815 (Conseils aux électeurs de 1815).

## L'expérience sénégalaise
Désireux d'embrasser une carrière plus exotique, Jacques François Roger sollicite à plusieurs reprises d'être nommé dans les colonies. Dès 1815 il demande à devenir directeur des domaines ; en 1818 il ambitionne d'être procureur général à l'île Bourbon ; en 1819 il vise le poste de procureur du roi au Sénégal. Il essuie trois refus consécutifs, sans doute en raison de ses opinions politiques.
Il obtient finalement en juin 1819 la direction de l'habitation que le roi crée au Sénégal sur le modèle de celle de Saint-Domingue. Cette habitation royale, située à Koîlel près de Saint-Louis, a pour objectif de servir de ferme modèle en vue de la transformation du Sénégal en colonie d'exploitation. Roger en profite pour exercer la fonction de procureur du roi par intérim, mais, ne se sentant pas soutenu, il démissionne et rentre en France au bout de dix-huit mois. Cependant cette expérience lui a permis de connaître le pays et de préciser ses projets.

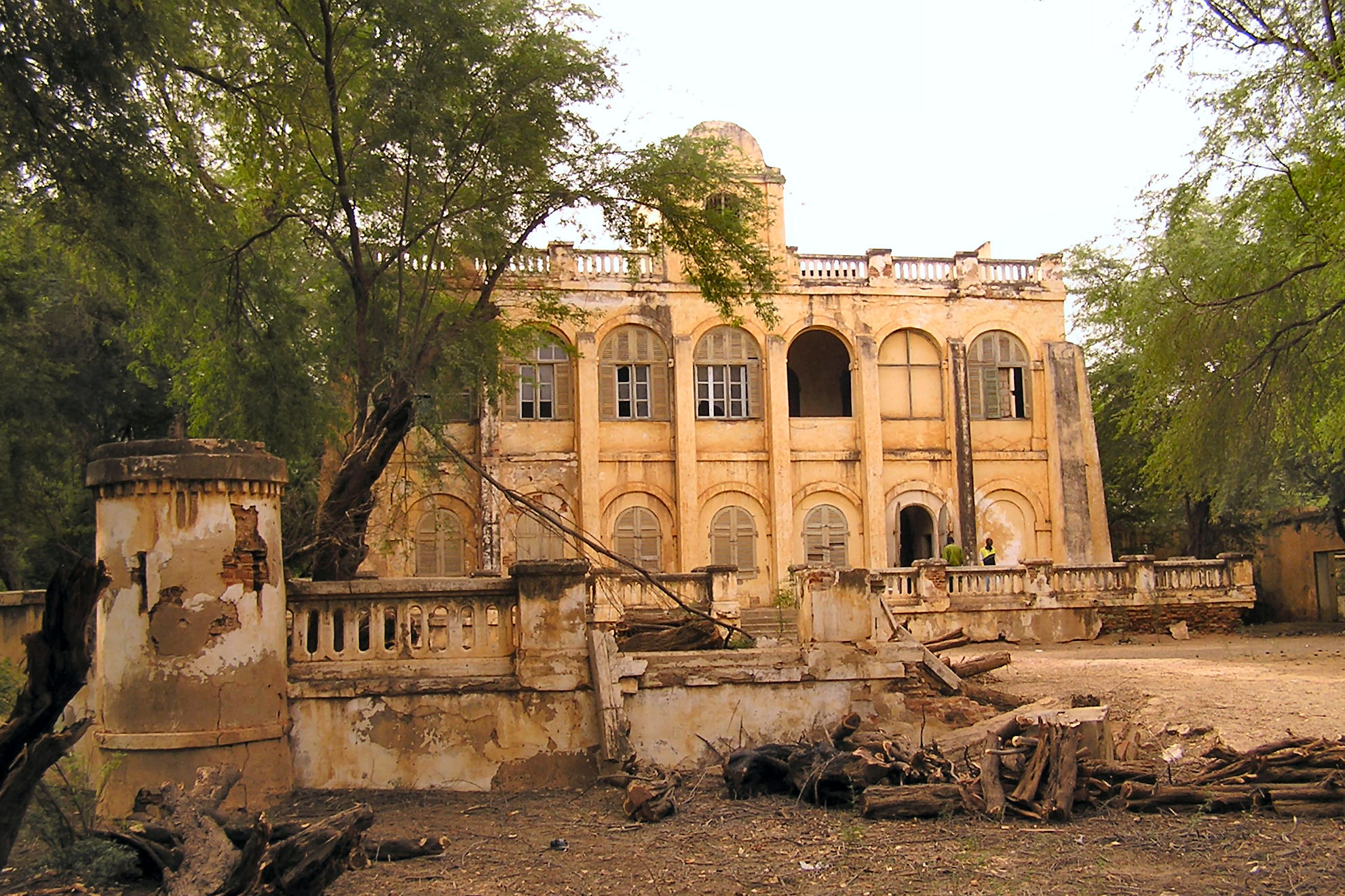
La « folie du baron Roger » à Richard-Toll

Grâce à plusieurs appuis, dont celui d'Anne-Marie Javouhey, responsable d'une congrégation missionnaire, il est nommé « commandant et administrateur du Sénégal et dépendances » par l'ordonnance royale du 26 juillet 1821. La Légion d'honneur lui est décernée le 24 octobre de la même année. Il revient au Sénégal et prend ses fonctions à Saint-Louis le 1er mars 1822. Chargé de mettre en œuvre une politique de redressement et de développement de la colonie, mais aussi de réaliser des économies, il mène au bord du fleuve Sénégal d'importants essais agricoles avec la collaboration de Jean Michel Claude Richard – dont il donnera le nom à Richard-Toll –, jardinier en chef de la colonie. Il tente ainsi d'acclimater toutes sortes d'espèces végétales, notamment des arbres fruitiers, des légumes, mais également des plantes médicinales, des plantes industrielles et l'indigo. Roger crée aussi un laboratoire d'analyse chimique et organise des missions de recherche de végétaux, par exemple à Cayenne. Ses résultats sont inégaux, parfois encourageants dans le cas de l'arachide, dont il est l'un des premiers promoteurs dans la colonie du Sénégal, parfois décevants comme avec le caféier.
Roger se fait construire un véritable château à Richard-Toll, parfois surnommé « la folie du baron Roger », habité par la suite par Louis Faidherbe, avant d'être transformé en monastère puis en école. Le Baron s'est marié une seule fois avec la fille du diaguomaye, Yacine Yerim Diaw et de cette union est née Angélique Marie Roger et dont les descendant(es) résident toujours au Sénégal, notamment à Saint-Louis Dakar et Kaolack. Toujours franc-maçon, il encourage la loge de Saint-Louis à se faire régulariser auprès du Grand Orient de France et préside la cérémonie d'installation le 12 juillet 1824.

## Engagements et carrière politique en France
En 1824 il est fait baron et acquiert le château de La Motte à Saint-Firmin-sur-Loire (Loiret). Rentré du Sénégal en 1827, il devient député de l'arrondissement de Gien en 1831 et le reste jusqu'à sa mort, Lamartine lui succédant. Il est également conseiller général du Loiret de 1834 à 1848. Libéral, il est classé parmi les députés de l'opposition. Parallèlement, il s'investit dans des institutions : il fait partie des membres fondateurs de la Société française pour l'abolition de l'esclavage en 1834 et œuvre aussi au sein de la Société de géographie, dont il a également été l'un des membres fondateurs en 1821. Par ailleurs il publie des livres inspirés de son expérience sénégalaise.
Il meurt du choléra à Paris le 20 mai 1849.

## Œuvres
- Kelédor, histoire africaine, Moreau, Paris, 1828
- Fables sénégalaises recueillies de l'ouolof et mises en vers français : avec des notes destinées à faire connaître la Sénégambie, son climat, ses principales productions, la civilisation et les mœurs de ses habitants, Nepveu, Firmin Didot, Ponthieu, 1828, lire en ligne sur Gallica
- Recherches philosophiques sur la langue ouolofe suivies d'un vocabulaire abrégé français-ouolof, Paris, 1829